# Ramajana
Ramajana (stručna transliteracija: Rāmāyaṇa, devanagari रामायण, nominativ रामायणम्) indijski je ep. Tekst kakav je konstruiran u kritičkom izdanju nastao je vjerojatno negdje u razdoblju između 4. stoljeća pr. Kr. i 2. stoljeća poslije Krista, pripisan pjesniku Valmīkīju. Ep je podijeljen u sedam knjiga (kāṇḍa), a sastoji se od 24.000 stihova.

## O djelu
Ramajana je mit o spletki kojom je Rama, božanski junak i kralj, uklonjen s prijestolja, a njegova žena Sita je odvedena u Šri Lanku. Rama je utjelovljenje pravednosti i smatraju ga jednim od deset avatara (utjelovljenja) boga Višnua.

## Struktura
- Bālakāṇḍa - "Dio o djetinjstvu"
- Ayodhyākāṇḍa - "Dio o Ayodhyi"
- Āraṇyakāṇḍa - "Dio o događajima u šumi"
- Kiškindhākāṇḍa - "Dio o špilji Kiškindhi"
- Sundarakāṇḍa - "Lijepi dio" ili "Dio o lijepom"
- Yuddhakāṇḍa - "Dio o bitci"
- Uttarakāṇḍa - "Završni dio" ili "Naknadni dio"